# Stentjärnet (Gunnarskogs socken, Värmland)
Stentjärnet är en sjö i Arvika kommun i Värmland och ingår i Göta älvs huvudavrinningsområde.